# Pedro Milans
Pedro Milans Carámbula (ur. 24 marca 2002 w Las Piedras) – urugwajski piłkarz występujący na pozycji prawego obrońcy, od 2022 roku zawodnik Peñarolu.